# 1423
1423 (MCDXXIII) fue un año común comenzado en viernes del calendario juliano.

## Acontecimientos
- Nuno Álvares Pereira ingresa en la orden carmelita.
- En la actual España, el rey Carlos III de Navarra instituye el título de príncipe de Viana.
- 14 de noviembre (11/10/30, según el calendario Oei): en Ugo (Japón) a las 8:00 (hora local) se registra un terremoto de 6,5 grados en la escala sismológica de Richter que deja «algunos» muertos.

## Nacimientos
- 3 de julio: Luis XI, rey francés entre 1461 y 1483.

## Fallecimientos
- Per Afán de Ribera el Viejo, adelantado mayor de la frontera de Andalucía y notario mayor de Andalucía.